# Granges (Veveyse)
Granges (Veveyse) (frp. Grandzè) – gmina (fr. commune; niem. Gemeinde) w Szwajcarii, w kantonie Fryburg, w okręgu Veveyse. 

## Demografia
W Granges (Veveyse) mieszkają 854 osoby. W 2020 roku 12,1% populacji gminy stanowiły osoby urodzone poza Szwajcarią.